# Битинь (Люблінське воєводство)
Битинь (пол. Bytyń) — село в Польщі, у гміні Воля-Угруська Володавського повіту Люблінського воєводства. Населення — 363 особи (2011).

## Історія
За даними етнографічної експедиції 1869—1870 років під керівництвом Павла Чубинського, у селі переважно проживали греко-католики, які розмовляли українською мовою.
У 1975—1998 роках село належало до Холмського воєводства.

## Демографія
Демографічна структура станом на 31 березня 2011 року:
|          | Загалом | Допрацездатний вік | Працездатний вік | Постпрацездатний вік |
| -------- | ------- | ------------------ | ---------------- | -------------------- |
| Чоловіки | 183     | 26                 | 131              | 26                   |
| Жінки    | 180     | 24                 | 100              | 56                   |
| Разом    | 363     | 50                 | 231              | 82                   |